# 阿羅史密斯鎮區 (伊利諾伊州麥克萊恩縣)
阿羅史密斯鎮區（英語：Arrowsmith Township）是位於美國伊利諾伊州麥克萊恩縣的一個行政鎮區。

## 地方資料
根據2010年美國人口普查的數據，阿羅史密斯鎮區的面積為93.50平方千米，當中陸地面積為93.50平方千米，而水域面積為0.00平方千米。當地共有人口497人，而人口密度為每平方千米5.32人。